# 社会主义工人组织 (美国)
社会主义工人组织（英語：Socialist Workers Organization）是美国的一个已不存在的托洛茨基主义组织。该组织成立于2001年，分裂自社会主义行动。2001年5月至2005年4月，该组织出版刊物《社会主义观点》，每月发行一期。自2005年4月起，《社会主义观点》由月刊改为双月刊。